# Баскаков, Сергей Андреевич
Сергей Андреевич Баскаков (1921—1987) — советский военнослужащий. В Рабоче-крестьянской Красной Армии и Советской Армии служил с мая 1941 года по ноябрь 1945 года и в 1949—1955 годах. Воинская специальность — сапёр. Участник Великой Отечественной войны. Полный кавалер ордена Славы. Воинское звание — старшина.

## Биография

### До войны
Сергей Андреевич Баскаков родился 11 октября 1921 года в деревне Хларево Вышневолоцкого уезда Тверской губернии РСФСР (ныне деревня Копачёвского сельского поселения Удомельского района Тверской области Российской Федерации) в крестьянской семье. Русский. Окончил 5 классов школы. В конце 1930-х годов в поисках заработка переехал в посёлок Аврово Волховского района Ленинградской области. Работал слесарем на местной картонной фабрике. С 1940 года жил и работал в Кексгольмском районе Карело-Финской ССР, откуда в мае 1941 года Кексгольмским районным военкоматом был призван в Рабоче-крестьянскую Красную Армию.

### На фронтах Великой Отечественной войны
В боях с немецко-фашистскими захватчиками С. А. Баскаков с августа 1941 года. Боевой путь Сергей Андреевич начал на Брянском фронте. Боевое крещение принял под Трубчевском. В октябре 1941 года сумел вырваться из Трубчевского котла. Принимал участие в Болховской операции, затем до осени 1942 года сражался под Мценском. С февраля по март 1943 года воевал на Северо-Западном фронте под Старой Руссой. Весной 1943 года был направлен в школу младших командиров, по окончании которой в мае 1943 года получил назначение на Центральный фронт в 41-й инженерно-сапёрный батальон 59-й отдельной инженерно-сапёрной бригады Резерва Главного Командования, где принял под командование сапёрное отделение 3-й роты.
В период Курской битвы 41-й ИСБ выполнял инженерно-строительные работы и вёл минную войну на переднем крае в районе города Рыльска. Перед началом Черниговско-Припятской операции подразделение, в котором служил младший сержант С. А. Баскаков, было придано 24-му стрелковому корпусу 60-й армии. Сапёры получили приказ обеспечить преодоление стрелковыми подразделениями и военной техникой инженерных заграждений противника во время наступления. Перед началом операции Сергей Андреевич со своими бойцами в течение 15 суток под огнём врага непрерывно вёл разведку переднего края немцев. В ночь с 20 на 21 августа 1943 года он обнаружил на участке наступления 322-й стрелковой дивизии у села Шагарово Хомутовского района Курской области большое минное поле. Необходимо было обезвредить мины, и следующей ночью Баскаков с группой сапёров выдвинулся в заданный район. Враг скоро обнаружил советских бойцов, но ни ураганный миномётно-пулемётный огонь, ни ранение одного их сапёров не помешали группе выполнить боевую задачу. Лично младший сержант Баскаков в эту ночь снял 4 шрапнельные мины и обезвредил один немецкий «сюрприз». В результате напряжённой работы сапёров бригады, в том числе и отделения младшего сержанта Баскакова, была полностью вскрыта оборона неприятеля на участке Прилепы — Поляна и проделаны проходы в немецких инженерных заграждениях, благодаря чему непосредственно перед началом операции части 322-й стрелковой дивизии смогли продвинуться вперёд на 2-5 километров и занять выгодные рубежи перед началом общей атаки.

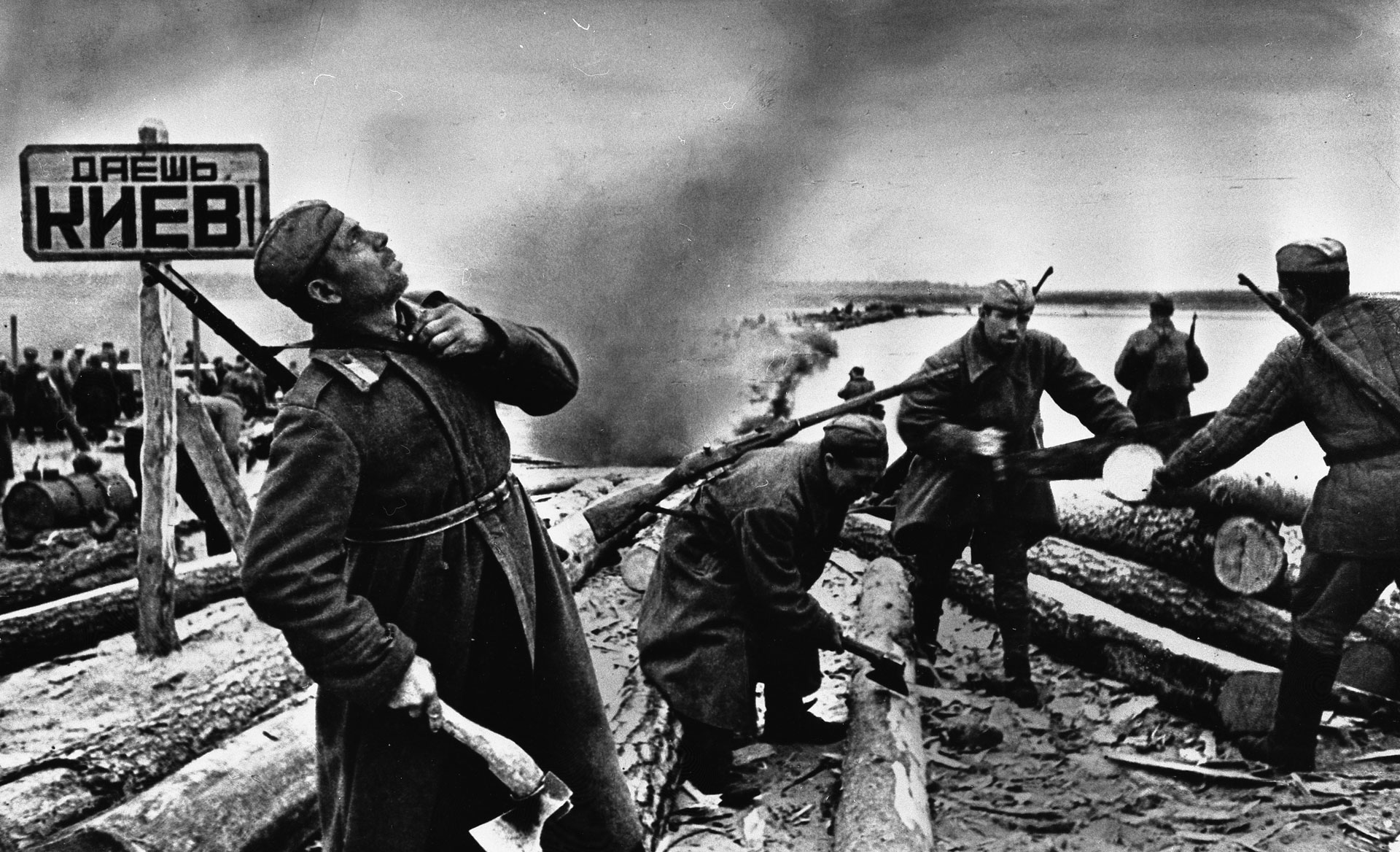
Советские сапёры на строительстве моста через Днепр

С началом наступления 41-й инженерно-сапёрный батальон осуществлял инженерное сопровождение частей 150-й отдельной танковой бригады. Сапёры отделения младшего сержанта С. А. Баскакова вели инженерную разведку, обезвреживали оставленные немцами «сюрпризы», ремонтировали мосты, прокладывали гати в труднопроходимой заболоченной местности, тем самым обеспечивали своевременный выход на исходные позиции танков и артиллерии. С 26 августа батальон вновь был придан 322-й стрелковой дивизии. Самоотверженная работа сапёров позволила наладить материально-техническое снабжение её частей и их быстрое продвижение вперёд. 1 сентября батальон соорудил первую мостовую переправу через Сейм у города Путивля, чем способствовал быстрому преодолению водной преграды стрелковыми, танковыми и артиллерийскими частями 60-й армии. Затем сапёры батальона обеспечили форсирование частями 24-го стрелкового корпуса Десны и их выход к Днепру в районе села Толоконская Рудня Вышгородского района Киевской области. С 26 сентября по 5 октября 1943 года отделение младшего сержанта С. А. Баскакова в составе батальона под интенсивным обстрелом врага работало на переправе и участвовало в переброске частей 226-й и 112-й стрелковых дивизий на плацдарм у села Ясногородка. С 5 по 18 октября 1943 года сапёры капитана Г. А. Ташевского возвели 400-метровый балочный мост через Днепр, что способствовало окончательному закреплению плацдарма.
С удержанных на правом берегу Днепра плацдармов 60-я армия в составе 1-го Украинского фронта начала освобождение Правобережной и Западной Украины. С. А. Баскаков, к лету 1944 года ставший сержантом, особенно отличился во время Львовско-Сандомирской операции.

### Орден Славы III степени
С начала наступления войск 1-го Украинского фронта на Правобережной Украине 41-й инженерно-сапёрный батальон 59-й отдельной инженерно-сапёрной бригады РГК обеспечивал в инженерном отношении боевые действия подразделений 23-го и 24-го стрелковых корпусов 60-й армии в ходе Житомирско-Бердичевской, Ровно-Луцкой и Проскуровско-Черновицкой операций. С. А. Баскаков принимал участие в боях за Шепетовку и Изяслав. 13 июля 1944 года в рамках Львовско-Сандомирской операции части 60-й армии, преодолевая ожесточённое сопротивление врага, сумели прорвать немецкую оборону на узком участке фронта и начали наступление на львовском направлении. В ночь на 14 июня сержант С. А. Баскаков в районе западнее села Тростянец Золочевского района Львовской области, работая под интенсивным миномётным и пулемётным огнём в тяжёлых условиях высокого травостоя, в темноте лично снял 45 противотанковых и 35 противопехотных мин, а также 18 мин-лягушек S.Mi.35, не оставив в проделанном проходе ни одного взрывного устройства. Личным примером он увлекал бойцов своего отделения на выполнение боевой задачи и обеспечил высокое качество проделанной работы. Перешедшие на этом участке в наступление полки 322-й стрелковой дивизии не имели боевых потерь на инженерных заграждениях противника.
В ходе дальнейшего наступления сапёрное отделение 3-й инженерной роты под командованием сержанта С. А. Баскакова быстро и качественно выполняло работы по восстановлению разрушенных противником мостов и дорог, особенно в районе сёл Зозули и Кшеменица, обеспечив быстрый пропуск соединений 15-го и 28-го стрелковых корпусов, что позволило командованию 60-й армии успешно решать поставленные боевые задачи и выйти на рубеж реки Вислока южнее Дембицы. За отличие в Львовско-Сандомирской операции 41-й инженерно-сапёрный батальон получил почётное наименование «Дембицкий», а сержант С. А. Баскаков приказом от 14 августа 1944 года награждён орденом Славы 3-й степени (№ 135656).

Советские сапёры уходят на задание

### Орден Славы II степени
В сентябре 1944 года 60-я армия переместилась на Сандомирский плацдарм и заняла позиции на левом крыле 1-го Украинского фронта. Перед началом Висло-Одерской операции 41-й инженерно-сапёрный батальон проделал большую подготовительную работу. В ночь с 11 на 12 января 1945 года сапёры проделали 12 проходов в своих и немецких минных полях и 12 проходов в проволочных заграждениях противника в районе населённого пункта Пацанув (Pacanow), чем способствовали прорыву вражеской обороны частями 107-й стрелковой дивизии. Во время наступления на краковском направлении личный состав батальона, в том числе и отделение сержанта С. А. Баскакова, находясь в передовых частях дивизии, помогал стрелковым соединениям преодолевать заграждения противника, активно применяя надвижные удлинённые заряды по методу генерал-лейтенанта И. П. Галицкого. 19 января 1945 года Сергей Андреевич со своими бойцами принимал непосредственное участие в освобождении Кракова.
Отразив контрудары немецко-фашистских войск, войска 60-й армии, обходя Силезский промышленный район с юга, начали продвижение на запад. В конце января 1945 года перед сапёрами бригады была поставлена задача, действуя в глубоком тылу противника, произвести разведку подходов к Одеру и вскрыть оборону немцев в районе предполагаемого форсирования. С этой целью из состава 41-го инженерно-сапёрного батальона была сформирована разведывательно-диверсионная группа их двенадцати бойцов. Командиром группы был назначен старший сержант И. А. Булычев, а его заместителем стал сержант С. А. Баскаков. В ночь на 29 января разведгруппа выдвинулась из района юго-восточнее населённого пункта Едлин. К рассвету сапёры вышли к сильно охраняемому шоссе Сцирн — Мезерзиц. Булычев и Баскаков произвели разведку местности и уже засветло успешно провели группу мимо постов охраны. При пересечении другого шоссе на участке Кобьир — Зандау в глубоком тылу противника группа попала в засаду. В ходе боестолкновения старший сержант Булычев был ранен, и Сергей Андреевич принял командование группой на себя. Ещё дважды на пути к Одеру разведчикам пришлось вступать в бой с противником. При этом было истреблено семь немецких солдат и один офицер, двое военнослужащих вермахта были захвачены в плен. Дважды разведгруппу догоняли свои мотомеханизированные части, прорвавшие оборону противника, и сапёрам-разведчикам приходилось пересекать новую линию фронта. Тем не менее группа Баскакова достигла реки Одер и произвела инженерную разведку заданного участка реки. 3 февраля 1945 года сапёры-разведчики доставили в инженерный отдел 60-й армии ценные разведданные о дислокации и перемещениях войск противника и о линии его обороны на Одере. Приказом от 21 марта 1945 года сержант С. А. Баскаков был награждён орденом Славы 2-й степени (№ 5058).

Сапёры инженерной роты восстанавливают мост

### Орден Славы I степени
Ценная разведывательная информация, добытая сапёрами-разведчиками, была использована для подготовки Верхнесилезской операции. Начав наступление 15 марта 1945 года, подразделения 60-й армии сломили сопротивление врага, и форсировав Одер у города Ратибора, совместно с другими соединениями фронта разгромили ратиборскую группировку противника и вышли к предгорьям Судет. 6 апреля 1945 года 60-я армия по тактическим соображениям была передана 4-му Украинскому фронту и приняла участие в Моравско-Остравской операции, в рамках которой ей предстояло взять сильно укреплённый опорный пункт обороны противника на реке Опава город Троппау. Начав наступление 15 апреля, ударная группировка армии после тяжёлых и кровопролитных боёв к 22 апреля вышла на ближние подступы к Троппау. В уличных боях на юго-восточной окраине города, действуя впереди наступающей пехоты в штурмовой группе лейтенанта Г. Л. Левитена, сержант С. А. Баскаков с группой разведчиков-сапёров под сильным ружейно-пулемётным огнём противника сумел пробиться к мосту через реку Опаву по улице Ратиборштрассе. Немцы подготовили его к взрыву, но сержант Баскаков со своими бойцами, передвигаясь по-пластунски, пробрался под мост, перерезал электропроводку и вынул запалы из заложенной немцами взрывчатки, предотвратив разрушение моста. Тем самым Сергей Андреевич дал возможность быстро переправить на левый берег реки 914-й стрелковый полк 246-й стрелковой дивизии с полковой артиллерией, а также танки и САУ 31-й танковой бригады, что в немалой степени способствовало овладению опорным пунктом врага. Три дня спустя, 25 апреля 1945 года Сергей Андреевич был тяжело ранен осколком снаряда. День Победы он встретил в госпитале. 29 июня 1945 года за образцовое выполнение боевых заданий командования и проявленные при этом доблесть и мужество указом Президиума Верховного Совета СССР сержант С. А. Баскаков был награждён орденом Славы 1-й степени (№ 881).

### После войны
В ноябре 1945 года старшина С. А. Баскаков был демобилизован. Вернувшись в Аврово, он некоторое время работал слесарем на картонной фабрике. Затем переехал в посёлок Мга, где трудился на одноимённой железнодорожной станции мастером паровозного депо. В 1949—1955 годах проходил службу в Советской Армии. С 1955 года вновь жил и работал в Аврово. Умер Сергей Андреевич 20 июня 1987 года. Похоронен в городе Сясьстрой Волховского района Ленинградской области.

## Награды
- Орден Отечественной войны 1-й степени (11.03.1985)[22];
- орден Красной Звезды (31.08.1943)[7];
- орден Славы 1-й степени (29.06.1945)[20];
- орден Славы 2-й степени (21.03.1945)[5];
- орден Славы 3-й степени (14.08.1944)[6];
- медали.

## Память
- Имя С. А. Баскакова увековечено на Мемориале Памяти на проспекте Энергетиков в городе Удомля Тверской области[23].
- С. А. Баскаков является одним из сорока респондентов Константина Симонова в документальном фильме «Шёл солдат» (реж. М. Бабак, 1975 год)[2][21].

## Документы
- Общедоступный электронный банк документов «Подвиг Народа в Великой Отечественной войне 1941—1945 гг.» Дата обращения: 17 марта 2014. Архивировано из оригинала 13 марта 2012 года. Номера в базе данных:

Орден Отечественной войны 1-й степени (архивный реквизит 1510855791).
Орден Красной Звезды (архивный реквизит 22265427).
Орден Славы 1-й степени (архивный реквизит 46755548).
Орден Славы 2-й степени (архивный реквизит 35353664).
Орден Славы 3-й степени (архивный реквизит 34547942).